# Kirker i Aabenraa Amt
Aabenraa Amt var et amt før Kommunalreformen i 1970.
Aabenraa Amt bestod af tre herreder:

## Lundtoft Herred
- Adsbøl Kirke i Adsbøl Sogn
- Bov Kirke
- Kollund Kirke – Bov Sogn
- Ensted Kirke
- Felsted Kirke
- Gråsten Slotskirke
- Holbøl Kirke
- Kliplev Kirke
- Kværs Kirke
- Rinkenæs Korskirke
- Rinkenæs gamle kirke
- Uge Kirke
- Sankt Petri Kirke – Varnæs Sogn

## Rise Herred
- Bjolderup Kirke
- Hjordkær Kirke
- Løjt Kirke
- Rise Kirke
- Aabenraa – Sankt Jørgens Kirke – Aabenraa Sogn
- Aabenraa – Sankt Nicolai Kirke – Aabenraa Sogn
- Aabenraa – Høje Kolstrup Kirke – Aabenraa Sogn

## Sønder-Rangstrup Herred
- Bedsted Kirke
- Egvad Kirke (Aabenraa Kommune) i Egvad Sogn (Aabenraa Kommune)
- Genner Kirke i Genner Sogn
- Hellevad Kirke
- Øster Løgum Kirke

Efter Kommunalreformen i 1970 blev Aabenraa Amt en del af det nye Sønderjyllands Amt.